# Liste des évêques d'Imola
La liste des évêques d'Imola recense les noms des évêques qui se sont succédé sur le siège épiscopal d'Imola en Italie depuis la fondation au IVe siècle du diocèse d'Imola dans le nord de l'Italie. Le diocèse avec siège à Imola est suffragant de l'archidiocèse de Bologne. 

## Évêques
1. 374 - ???
2. 379 - sédisvacance
3. 405 ? - Corneil
4. 450 ? - St.  Proietto
5. 483 ? - ???
6. 502 - Pacatianus
7. 532 ? - St. Maurélie
8. 574 - Nestor Basile
9. 596 - ???
10. 597 - ???
11. 632 ? - Deusdedit
12. 649 - Boethus
13. 680 - Barbat
14. 801 - Eugène
15. 861 ? - Pierre
16. 886 - Jean Ier
17. 946 ? - Jean II
18. 954 ? - Jean III
19. 997 ? - Raimbaldo
20. 1012 - Paul
21. 1047 - Pellegrin
22. 1053 - Olderico ou Ulric
23. 1084 - Morand
24. 1095 - Otton
25. 1108 - Hubald
26. 1122 - Otrico
27. 1126 - Benno
28. 1140 - Randuino
29. 1146 - Gérard
30. 1147 - Rodolphe
31. 1166 - Arard
32. 1173 - Henri
33. 1192 - Albert Ier
34. 1200 - Albert II Oscellettus
35. 1202 - Jérémias
36. 1205 - Anonimo Abate di Pomposa
37. 1207 - Mainardino degli Aldigheri
38. 1249 - Tommaso
39. 1270 - Sinibaldo
40. 1296 - Deuterio
41. 1299 - Benedetto

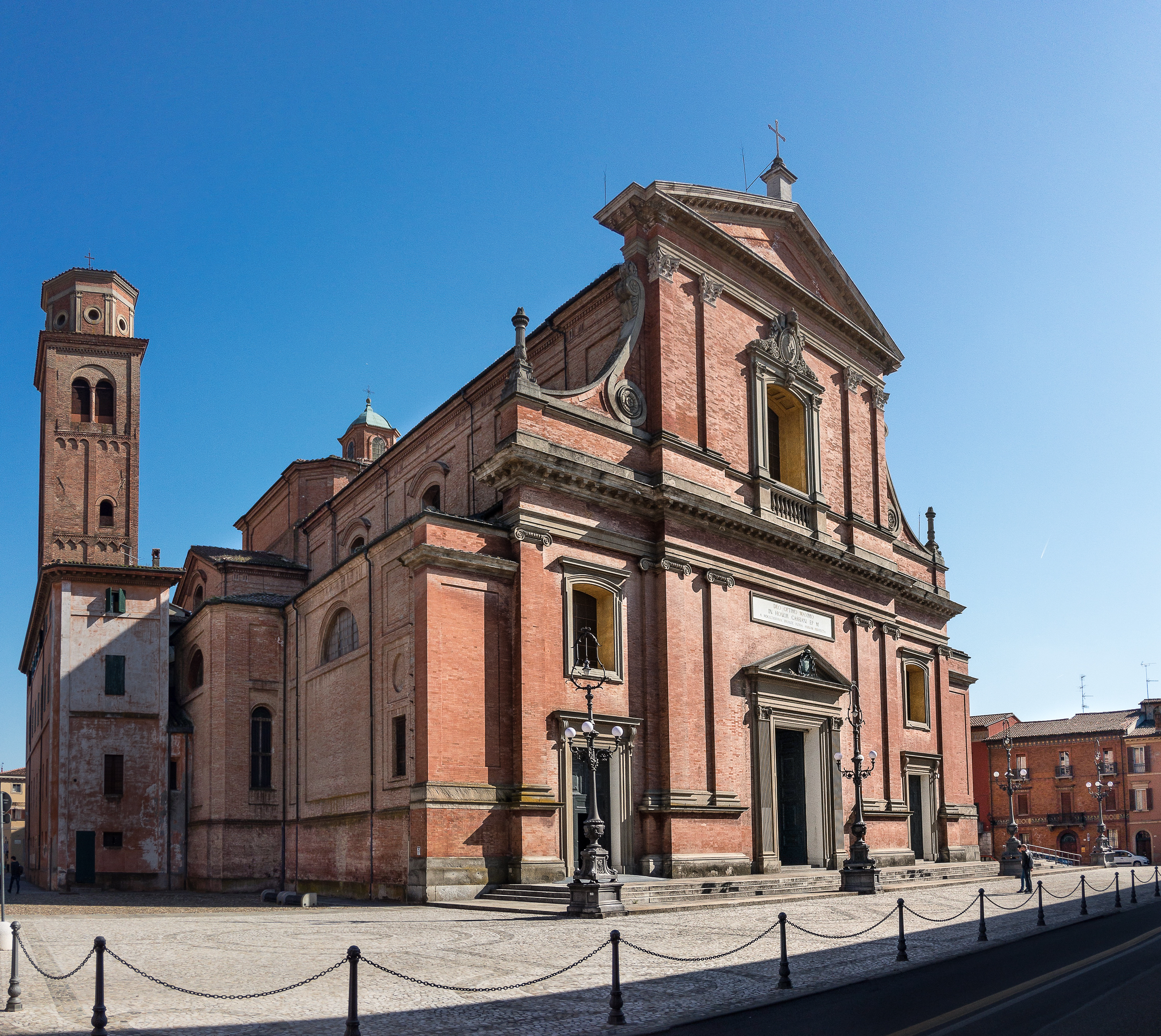
Cathédrale San Cassiano Martire à Imola.

42. 1300 - Giovanni Muto dei Papazzurri
43. 1302 - Matteo Orsini
44. 1317 - Raimbaldo
45. 1342 - Carlo Alidosi
46. 1354 - Litto Alidosi
47. 1380 - Marino Giudice (administrateur)
48. 1382 - Guglielmo Alidosi
49. 1384 - Giacomo Carafa
50. 1385 - Emanuele Fieschi
51. 1390 - Antonio Calvi
52. 1396 - Giacomo Guidotti
53. 1399 - Nicolò d'Assisi
54. 1402 - Ermanno Brancaleoni
55. 1412 - Pietro Ondedei
56. 1450 - Gaspare Sighigelli O.P.
57. 1457 - Antonio Castellani Volta
58. 1471 - Giorgio Buchi
59. 1479 - Giacomo Passarella
60. 1488 - Simone Bonadies
61. 1511 - Domenico Scribonio dei Cerboni
62. 1533 -Niccolò Ridolfi
63. 1546 - Girolamo Dandini
64. 1552 - Anastasio Uberto Dandini
65. 1558 - Girolamo Dandini
66. 1560 - Vitellozzo Vitelli
67. 1561 - Francesco Guarini
68. 1569 - Giovanni Aldobrandini
69. 1573 - Vincenzo Ercolani O.P.
70. 1579 - Alessandro Musotti
71. 1607-1611 - Giovanni Garzia Millini
72. 1611 - Rodolfo Paleotti
73. 1619 - Ferdinando Millini
74. 1644 - Mario Theodoli
75. 1646 - Marco Antonio Cuccini
76. 1653-1655 - Fabio Chigi
77. 1655 - Giovanni Stefano Donghi
78. 1664 - Francesco Maria Ghisilieri
79. 1672 - Costanzo Zani
80. Taddeo Luigi dal Verme (1696-1702)
81. Filippo Antonio Gualterio (1701 - )
82. Ulisse Giuseppe Gozzadini (1710-1728)
83. Giuseppe Accoramboni (1728-1743)
84. Tommaso Maria Marelli (1739-)
85. Giovanni Carlo Bandi (1752-1784)
86. Barnaba (Gregorio) Chiaramonti, O.S.B. (1785-1816)
87. Antonio Lamberto Rusconi (1816-1825)
88. Giacomo Giustiniani (1826-1832)
89. Giovanni Maria Mastai-Ferretti (1832-1846)
90. Gaetano Baluffi (1846-1866)
91. Vincenzo Moretti (1867-1871)
92. Luigi Tesorieri (1871- )
93. Francesco Baldassarri (1901-1912)
94. Paolino Giovanni Tribbioli, O.F.M. Cap. (1913-1956)
95. Benigno Carrara (1956-1974)
96. Luigi Dardani (1974-1989)
97. Giuseppe Fabiani (1989-2002)
98. Tommaso Ghirelli (2002-2019)
99. Giovanni Mosciatti (depuis 2019)